# (25864) Banič
(25864) Banič, désignation internationale (25864) Banic, est un astéroïde de la ceinture principale.

## Description
(25864) Banic est un astéroïde de la ceinture principale. Il fut découvert le 8 avril 2000 à l'Observatoire d'Ondřejov par Peter Kušnirák. Il présente une orbite caractérisée par un demi-grand axe de 3,09 UA, une excentricité de 0,08 et une inclinaison de 3,0° par rapport à l'écliptique.

## Compléments